# 南米東吉區
南米東吉區，是馬達加斯加的行政區，位於該國東南部，由阿齊莫-阿齊那那那區負責管轄，首府設於米東吉，面積2,700平方公里，2011年人口43,413，人口密度每平方公里16人。